# Delia byersi
Delia byersi är en tvåvingeart som beskrevs av Griffiths 1993. Delia byersi ingår i släktet Delia och familjen blomsterflugor. Inga underarter finns listade i Catalogue of Life.